# Borko Ristovski
Borko Ristovski (mazedonisch Борко Ристовски; * 2. November 1982 in Skopje, SR Mazedonien, SFR Jugoslawien) ist ein nordmazedonischer Politiker und ehemaliger Handballtorwart.

## Karriere im Handball
Verein
Seine Karriere als aktiver Spieler begann Ristovski 1999 bei RK Makedonija (heute RK Metalurg Skopje). Nach einem Jahr ging er zu RK Jug und von 2001 bis 2003 spielte er für RK Vardar Vatrostalna; danach für drei Jahre für RK Metalurg Skopje. Als erster mazedonischer Spieler wechselte Ristovski 2006 in die spanische Liga ASOBAL. Dort spielte er zunächst für SD Teucro, danach für Algeciras BM. Anschließend kehrte er wieder zurück in seine Heimat und spielte für drei Jahre bei RK Metalurg Skopje. 2010 wechselte er dann zum Lokalrivalen RK Vardar Skopje. Im Februar 2012 wurde Ristovski vom deutschen Bundesligisten VfL Gummersbach verpflichtet. Er erhielt einen Vertrag bis Mitte 2014. Im Februar verließ er den VfL und wechselte zum katarischen Verein Al-Ahly. Nachdem er ab der Saison 2014/15 für den französischen Erstligisten US Créteil HB auflief, schloss er sich im November 2015 dem deutschen Erstligisten Rhein-Neckar Löwen an. Im Sommer 2016 wechselte er zum FC Barcelona. Im Sommer 2018 schloss er sich Benfica Lissabon an. Anfang 2020 kehrte er zu RK Vardar Skopje zurück. Im November 2022 nahm ihn der deutsche Bundesligist TBV Lemgo Lippe bis zum Jahresende unter Vertrag.
Erfolge
- Deutscher Meister 2016 mit den Rhein-Neckar Löwen
- Spanischer Meister 2017 und 2018 mit dem FC Barcelona
- Spanischer Pokalsieger 2017 und 2018 mit dem FC Barcelona
- Nordmazedonischer Meister 2021, 2022 mit RK Vardar Skopje
- Nordmazedonischer Pokalsieger 2021, 2022, 2023 mit RK Vardar Skopje

Nationalmannschaft
Bei der Europameisterschaft 2012 in Serbien gehörte Ristovski zu den besten Torleuten des Turniers. Des Weiteren nahm er an den Europameisterschaften 2014, 2016, 2018 und 2020 sowie den Weltmeisterschaften 2009, 2013, 2015 und 2019 teil.

## Wirken nach der Handballkarriere
Nach seinem Karriereende im Sommer 2023 wurde er Geschäftsführer beim RK Vardar Skopje.
Im Juni 2024 wurde Ristovski Sportminister Nordmazedoniens.